# بنات في بنات (مسلسل)
بنات في بنات، مسلسل تلفزيوني مصري، عرض في رمضان 1433هـ/2012م.

## قصة المسلسل
يدور المسلسل في إطار كوميدي من خلال حلقات منفصلة متصلة تتناول العديد من الأفكار التي تناقش مشاكل المرأة في المجتمع المصري حيث تمتهن ماجدة في كل حلقة مهنة مختلفة.

## بطولة
- رانيا فريد شوقي
- صفاء الطوخي
- مفيد عاشور
- خالد محمود
- صفاء جلال
- ياسمين النجار
- عزة لبيب
- رضوى عادل
- نهى إسماعيل
- ميمي جمال
- تهاني راشد
- عايدة عبد العزيز
- أحمد راتب
- صبري عبد المنعم
- محمد متولي
- ياسر علي ماهر

## ضيوف المسلسل
| - الحلقة 1 : أحمد منير - الحلقة 2 : صبري فواز - الحلقة 3 : نور محمود - الحلقة 4 : محمد عبد الحافظ - الحلقة 5 : طارق عبد العزيز | - الحلقة 6 : أيمن عزب - الحلقة 7 : كريم كوجاك - الحلقة 8 : صفاء الطوخي - الحلقة 9 : عهدي صادق - الحلقة 10 : مفيد عاشور | - الحلقة 11 : خالد محمود - الحلقة 12 : محمد مرزبان - الحلقة 13 : ضياء عبد الخالق - الحلقة 14 : أحمد سلامة - الحلقة 15 : مفيد عاشور |